# 次田大三郎

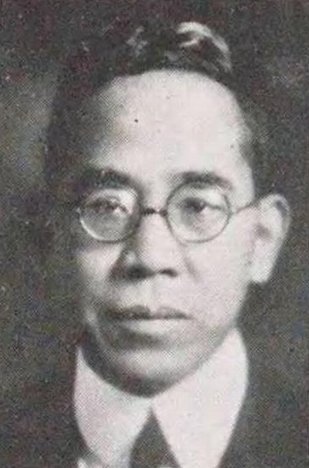
次田大三郎

次田 大三郎（つぎた だいざぶろう、1883年〈明治16年〉3月18日 - 1960年〈昭和35年〉9月15日）は、貴族院議員ならびに廣田内閣の法制局長官、幣原内閣の内閣書記官長。第六高等学校、東京帝国大学卒業。幼名は七五三五郎。
後妻は三菱総理事や南満州鉄道副総裁を務めた江口定条の長女。日本共産党議長などを務めた野坂参三は義弟。

## 経歴
岡山県邑久郡南幸田村（幸島村、西大寺市水門町を経て現岡山市東区）出身。次田大三郎の四男・七五三五郞として生まれる（1914年に襲名）。東京帝国大学法科大学政治科卒業。東京帝大卒業後は官僚となる。1909年（明治42年）11月、高等文官試験行政科を合格。茨城県属。1924年（大正13年）1月、茨城県知事に就任。1925年（大正14年）9月 土木局長となり、1927年（昭和2年）職を辞する。1929年（昭和4年）公職に復帰し、地方局長、警保局長、内務次官を経て、1931年（昭和6年）12月12日、貴族院議員に勅選され、1936年（昭和11年）3月10日 廣田内閣の法制局長官となり、1937年（昭和12年）2月2日まで務める。1945年（昭和20年）10月、幣原内閣の国務大臣兼内閣書記官長に就任し戦後処理に尽力する。1946年（昭和21年）5月14日、貴族院議員を辞職。同年9月GHQにより同内閣の堀切善次郎（内相）、前田多門（文相）、松村謙三（農林相）、田中武雄（運輸相）とともに公職を追放された。追放中の1948年（昭和23年）10月、兵器処理問題に関し、衆議院不当財産取引調査特別委員会に東久邇稔彦、津島寿一、渋沢敬三らとともに証人喚問された。
1950年（昭和25年）10月13日、公職追放解除が閣議決定。1953年（昭和28年）4月、第3回参議院議員通常選挙において全国区から無所属で出馬したが落選した。
1960年9月15日死去。享年77。勲一等旭日大綬章（没後叙勲）。

## 家族
- 父・次田大三郎‐岡山県邑久郡幸島村(現・岡山市水門町)[10]
- 兄・次田左馬五郎 ‐ 閑谷学校の教師。早世した父に代わって16歳下の弟・七五三五郞（のち大三郎に改名）の学費支援を続けた[11]。1922年から1930年までは旧制関西中学校の教師を務めた[12]。
- 前妻・信（1892年生） ‐ 海運、材木業・葛野作次郎の三女[13]。
  - 娘・不二子 ‐ 母・信が病気で早世したため母方祖母に預けられる[14]。
- 後妻・静（1895年生） ‐ 江口定条の長女。
- 相婿・野坂参三 ‐ 信の妹野坂龍の夫。参三の実兄は信と龍の長姉の入婿。[13]
- 相婿・時国益夫 ‐ 静の妹の夫。

## 著作
- 『次田大三郎日記』山陽新聞社、1991年。